# رونالد كامبامبا
رونالد كامبامبا (بالإنجليزية: Ronald Kampamba)‏ (مواليد 26 مايو 1994 في كيتوي، زامبيا) هو لاعب كرة قدم زامبي يلعب حاليًا لصالح نادي وادي دجلة كمهاجم. أحرز لقب هدّاف الدوري الزامبي الممتاز موسمي 2012، 2013. أهدافه الثمانية عشر في موسم 2013 ساعدت فريقه على الفوز بلقب الدوري.
ودوليًا، يمثل كامبامبا منتخب زامبيا. وقد تمكن من إحراز هدف التأهل لكأس الأمم الأفريقية 2015 في المباراة التي انتهت بفوز زامبيا أمام الرأس الأخضر بنتيجة 1-0.

## روابط خارجية
- رونالد كامبامبا على موقع قاعدة بيانات كرة القدم.إي يو (الإنجليزية)
- رونالد كامبامبا على موقع ناشيونال فوتبول تيمز (الإنجليزية)
- رونالد كامبامبا على موقع Soccerway.com (الإنجليزية)